# Anat Cohen

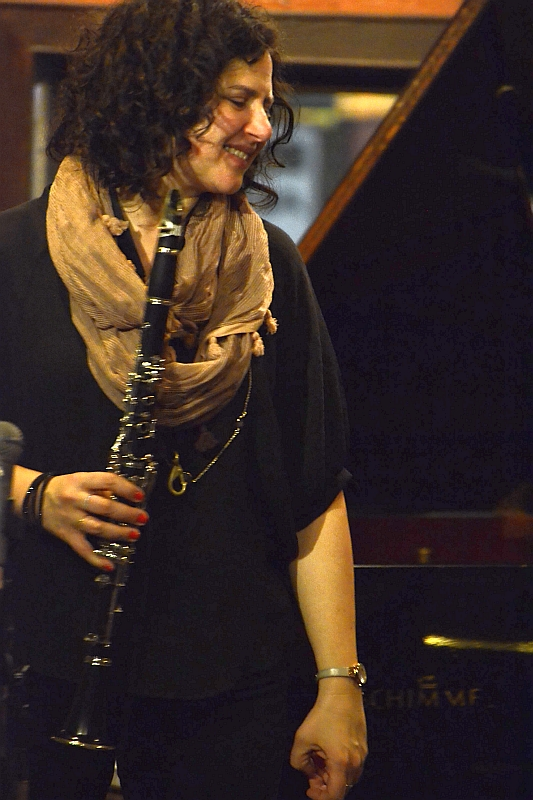
Anat Cohen (2015)

Anat Cohen (hebräisch ענת כהן; * 1975 in Tel Aviv) ist eine israelische Jazzmusikerin (Klarinette, Sopran- und Tenorsaxophon).

## Leben und Wirken
Cohen stammt aus einer musikalischen Familie; der Sopransaxophonist Yuval Cohen und der Trompeter Avishai Cohen sind ihre Brüder. Sie spielte als Zwölfjährige zunächst auf der Klarinette ihres Vaters; sie wurde zunächst auf dem Konservatorium in ihrer Geburtsstadt ausgebildet und begann in einer Dixieland-Band zu spielen. Während ihrer Zeit auf der Junior Highschool spielte sie darüber hinaus in einem klassischen Kammerensemble; auf der Thelma Yellin Highschool for the Arts konzentrierte sie sich dann auf Jazz. Während ihres Militärdienstes spielte sie als Tenorsaxophonistin in einer Big Band der Armee. 1996 begann sie dann eine Ausbildung am Berklee College of Music; daneben spielte sie Latin Jazz.
Im Anschluss an ihr Studium zog sie 1999 nach New York City, wo sie unter anderem im Diva Jazz Orchestra und im Choro Ensemble hervortrat. Weiterhin spielte sie mit Nancy Wilson, Dave Brubeck, Slide Hampton, Duduka da Fonseca und Diane Schuur. 2005 veröffentlichte sie ihr erstes Album „Place and Time“. Mit ihren Brüdern Yuval (Sopransaxophon) und Avishai (Trompete) spielt sie in der Band The 3 Cohens (CD „Braid“ 2007). Neben Howard Alden, Esperanza Spalding und Jimmy Cobb ist sie Mitglied von George Weins Newport All Stars. Mit Cécile McLorin Salvant, Renée Rosnes, Ingrid Jensen, Melissa Aldana, Allison Miller und Noriko Ueda bildete sie das Septett Artemis, das 2020 das gleichnamige Album veröffentlichte.
Cohen wurde im Down Beat seit 2006 mehrfach (zuletzt 2011) im Kritiker-Poll als führende Nachwuchs-Klarinettistin benannt und seit 2012 jährlich ohne Unterbrechung als führende Klarinettistin; seit 2010 führt sie jährlich den Leser-Poll derselben Zeitschrift an. Auch die Jazz Journalists Association benannte sie für 2007 „Coming Musician of the Year“ und bis 2010 viermal sowie ab 2013 jährlich als Klarinettistin des Jahres. 2007 wurde sie für eine Woche im Village Vanguard engagiert; als erste Bläserin überhaupt. 2008 trat sie auf dem North Sea Jazz Festival in Den Haag und in Ludwigshafen am Rhein auf dem Enjoy Jazz Festival auf. Ende 2019 wurde ihr Album Triple Helix für die Grammy Awards 2020 nominiert.

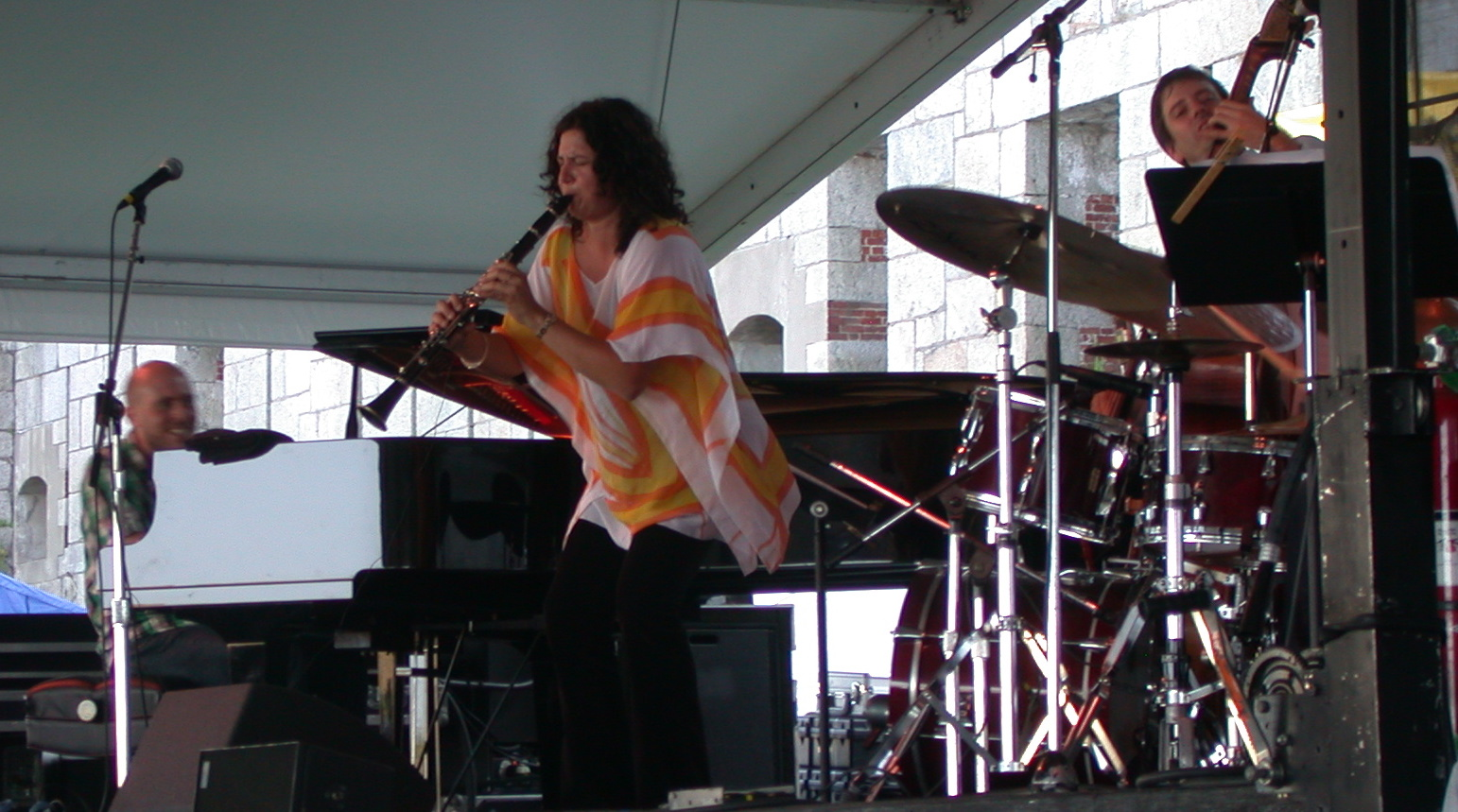
Anat Cohen mit Band beim Newport Jazz Festival 2010

## Diskographische Hinweise
- Poetica (2007)
- Notes from the Village (2008)
- Clarinetwork Live at the Village Vanguard (2010, mit Benny Green, Peter Washington, Lewis Nash)
- Claroscuro (Anzic Records, 2012)
- 3 Cohens: Tightrope (Anzic Records, 2013), mit Avishai Cohen, Yuval Cohen, Fred Hersch, Christian McBride, Johnathan Blake
- Anat Cohen Tentet: Happy Song (Anzic Records, 2017)
- Anat Cohen Tentet:  Triple Helix (2019)
- Anat Cohen & Marcello Gonçalves: Reconvexo (Anzic Records, 2021)[4]
- 3 Cohens & WDR Big Band: Interaction (Anzic, 2025)